# Nestroyplatz
La estación de Nestroyplatz es una estación de la línea 1 del metro de Viena. Se encuentra en el distrito II. Se abrió el 24 de noviembre de 1979.
- Datos: Q2465749
- Multimedia: Nestroyplatz metro station / Q2465749